# بی‌خدایی در هندوئیسم
بی‌خدایی در هندوئیسم (به سانسکریت:  निरीश्वरवाद, nir-īśvara-vāda، ترجمه: "دکترین بی‌خدایی") یا ناباوری به خدا یا خدایان، یک دیدگاه تاریخی برخی جریان‌های ارتدوکس و ضد ارتدوکس فلسفه‌های هندو بوده‌است. به‌طور کلی، بی‌خدایی در هندوئیسم قابل قبول است، ولی بی‌خدا بودن برای پیروی از جوانب معنوی برخی مکاتب هندو دشوار است.
بی‌خدایی در آیین هندو را می‌توان در تعالیم و سروده‌های ریگ‌ودا و اوپانیشادها دنبال کرد. عقاید بی‌خدایانه در بین مکاتب مختلف فلسفه هندو، میماسا، سامخیا، چارواکا و آجیواکا تکامل یافته‌است. سامخیا ایده خدای سازنده ابدی و خودساخته را رد می‌کند، و میماسا استدلال می‌کند، وداها نمی‌توانند توسط خدا نوشته شده باشند.
بی‌خداهای هندو، هندوئیسم را بیشتر به عنوان یک سبک زندگی می‌پذیرند تا یک دین. آنها در چشم‌داشت دینی با بقیه هندوها تفاوت دارند، ولی در ارزش‌های فرهنگی و اخلاقی با هم مشترکند.